# Metamastophora
Metamastophora Setchell, 1943  é o nome botânico  de um gênero de algas vermelhas pluricelulares da família Corallinaceae, subfamília Mastophoroideae.
- São algas marinhas encontradas na África (Moçambique e África do Sul), Israel, Austrália e Micronésia.

## Espécies
Apresenta 1 espécie taxonomicamente válida:
- Metamastophora flabellata (Sonder) Setchell, 1943

= Melobesia flabellata  Sonder 1845
= Melobesia plana  Sonder 1845
= Melobesia stelligera  Endlicher & Diesing 1845
= Peyssonnelia caulescens  Kützing 1847
= Mastophora flabellata  (Sonder) Harvey 1849
= Mastophora plana  (Sonder) Harvey 1849
= Mastophora stelligera  (Endlicher & Diesling) Kützing 1849
= Mastophora hypoleuca  Harvey 1849
= Mastophora lamourouxii  Decaisne ex Harvey 1849
= Lichenella brentii  J.E. Gray 1858
= Mastophora lamourouxii var. latior  Sonder 1880
= Pterigospermum caulescens  (Kützing) Kuntze 1891
= Metamastophora plana  (Sonder) Setchell 1943
= Metamastophora stelligera  (Sonder) Setchell 1943
= Metamastophora lamourouxii  (Decaisne ex Harvey) Setchell 1943